# Episodi di Captain Tsubasa (prima stagione)
Questa è la lista degli episodi della prima stagione dell'anime Captain Tsubasa, prodotta da David Production e diretta da Toshiyuki Kato. Comprende i primi 52 episodi della serie animata. È stata trasmessa in Giappone su TV Tokyo dal 2 aprile 2018 al 1º aprile 2019. In Italia è stata trasmessa su Italia 1 dal 23 dicembre 2019 al 9 luglio 2021.
La stagione adatta i primi due archi narrativi del manga originale: il Shōgakusei hen (小学生編? lett. "Arco degli studenti delle scuole elementari") nei primi 28 episodi, e il Chūgakusei hen (中学生編? lett. "Arco degli studenti delle scuole medie") nei restanti 24 episodi.

## Lista episodi
| Nº                                                                                   | Titolo italiano Giapponese 「Kanji」 - Rōmaji | In onda           | In onda          |
| Nº                                                                                   | Titolo italiano Giapponese 「Kanji」 - Rōmaji | Giapponese        | Italiano         |
| Arco degli studenti delle scuole elementari (小学生編?, Shōgakusei hen) (28 episodi) | |                   |                  |
| 1                                                                                    | Spicca il volo! 「大空にはばたけ！」 - Ōzora ni habatake! | 2 aprile 2018     | 23 dicembre 2019 |
| 1                                                                                    | Tsubasa Ozora, un ragazzo con la passione per il calcio, si trasferisce a Nankatsu (città della prefettura di Shizuoka) con i suoi genitori. Tsubasa fa un giro nella nuova città e si ferma nel campo da calcio scolastico dove è in corso una contesa. La Nankatsu vorrebbe usare il campo per allenarsi ma la Shutetsu lo sta occupando. Il portiere della Shutetsu Genzo Wakabayashi promette di cedere il campo se qualcuno riuscirà a segnargli un goal. Tutti i giocatori fanno un tentativo, anche con palle di sport differenti, ma il portiere non lascia passare nulla. Tsubasa è stupito dalla bravura di Genzo e quando la Nankatsu si ritira chiede a un membro, Ryo Ishizaki, di indicargli dove vive. Tsubasa scrive un messaggio di sfida su un pallone da calcio e lo lancia con una potenza inaudita nel giardino di Genzo da una collina. |                   |                  |
| 2                                                                                    | Sta volando! 「とんだっ！」 - Tonda! | 9 aprile 2018     | 24 dicembre 2019 |
| 2                                                                                    | Genzo Wakabayashi accetta di sfidare Tsubasa a condizione che prima di segnare dribbli tutti i giocatori della sua squadra. Tsubasa riesce a superare i giocatori e, con un assist di Roberto Hongo, che si trovava lì per osservare, segna un goal ferendo Genzo alla fronte. Il portiere sembra non curarsi minimamente della sua ferita e non vuole ancora ammettere di avere perso rimandando la sfida al torneo scolastico. Ryo Ishizaki si complimenta con Tsubasa e Roberto Hongo si presenta proponendosi come nuovo allenatore della squadra Nankatsu. Ishizaki non è subito convinto dell'uomo ma dopo che quest'ultimo mostra loro un goal a rovesciata, Ryo cambia idea. Tsubasa prova subito a imitare il tiro di Roberto, e dopo un pomeriggio di tentativi ci riesce. |                   |                  |
| 3                                                                                    | Un nuovo inizio per la Nankatsu 「ニュー南葛小サッカー部スタート」 - Nyū nankatsu-shō sakkā-bu sutāto | 16 aprile 2018    | 25 dicembre 2019 |
| 3                                                                                    | Tsubasa cambia l'iscrizione alla scuola all'ultimo minuto passando alla Nankatsu di Ishizaki, rivale della Shutetsu di Genzo. Roberto Hongo si stabilisce in casa di Tsubasa, su invito del padre e per il primo giorno di allenamento organizza una partita amichevole contro la Nishigaoka. La squadra rivale continua a vantare una colossale vittoria di 30 a 0 contro la Nankatsu, ma quando comincia la partita, Tsubasa segna subito un goal dall'area di base. Il capitano avversario, Hanji Urabe concentra tutte le forze della squadra su Tsubasa che, nonostante ciò, fa vincere la Nankatsu per 5 a 2. |                   |                  |
| 4                                                                                    | Tsubasa e Roberto 「翼とロベルト」 - Tsubasa to Roberuto | 23 aprile 2018    | 26 dicembre 2019 |
| 4                                                                                    | Nella classe di Tsubasa, i suoi compagni di squadra parlano agli altri ragazzi del suo grande talento e la tifoseria della Nankatsu spera in lui per vincere il ventiseiesimo torneo interscolastico contro la Shutetsu. La mamma di Tsubasa scopre la verità sul passato di Roberto: è stato costretto a ritirarsi dal calcio giocato per un distacco della retina e quindi per evitare di perdere la vista definitivamente. Roberto fa iniziare l'allenamento con una sfida, Tsubasa contro tutti, che il ragazzo vince senza problemi; Sanae, il capo dei tifosi, rimane colpita dalla prestazione di Tsubasa. Il nuovo allenatore impone a tutti i giocatori della squadra di portare sempre con loro un pallone da calcio per dribblare, come fa Tsubasa. |                   |                  |
| 5                                                                                    | Verso il torneo interscolastico 「対抗戦へ向けて」 - Taikōsen e mukete | 30 aprile 2018    | 27 dicembre 2019 |
| 5                                                                                    | La squadra Nankatsu si sta allenando duramente in vista del torneo interscolastico e assiste alla partita amichevole tra la Mizukoshi e la Shutetsu. Sugli spalti, Urabe mostra loro il quartetto invincibile della Shutetsu: Shingo Takasugi, Mamoru Izawa, Hajime Taki e Teppei Kisugi. A giocare manca il portiere Wakabayashi, che da qualche tempo salta perfino le lezioni per potersi allenare. Tsubasa è estasiato e afferma che sarà ancora più divertente affrontarli. Robetro Hongo spiega a Manabu come si fa a dribblare e fa parare a Tsubasa alcuni tiri bomba tirati da lui, dimostrandogli quali sono i tiri vincenti. Il destino di Tsubasa sta per incrociarsi con quello di Taro Misaki, un ragazzo girovago che vive solo con suo padre. |                   |                  |
| 6                                                                                    | Calcio d'inizio! Nankatsu Vs Shutetsu 「キックオフ！ 南葛ＶＳ修哲」 - Kikku ofu! Nankatsu vs. Shutetsu | 7 maggio 2018     | 28 dicembre 2019 |
| 6                                                                                    | Inizia il torneo tra la scuola Nankatsu e la scuola Shutetsu. Tutte le competizioni si completano portando le scuole a un pareggio e resta solo la partita di calcio per definire il vincitore. Wakabayashi arriva in ritardo ma in tempo per giocare e grande è il suo stupore nel vedere Tsubasa in difesa e non in attacco, questa infatti è la partita decisiva per la loro sfida e Tsubasa deve segnargli un goal. Misaki si è appena trasferito a Nankatsu e va per iscriversi alla scuola Nankatsu, ma non trovando nessuno va alla Shutetsu dove si sta disputando la partita. Qui incontra Sanae che lo invita sugli spalti ad assistere a Tsubasa e subito lo riconosce. |                   |                  |
| 7                                                                                    | Il fantasista Tsubasa 「ファンタジスタ翼」 - Fantajisuta Tsubasa | 14 maggio 2018    | 30 dicembre 2019 |
| 7                                                                                    | La partita tra Nankatsu e Shutetsu ha inizio e tra gli spettatori ci sono anche il papà di Tsubasa e Misaki. Per tutto il primo tempo Tsubasa resta in difesa, facendo arrabbiare Wakabayashi, e salva la squadra da molti goal. Nel secondo tempo si sposta in attacco e la Shutetsu ne approfitta per segnare la prima rete. Tsubasa non resta con le mani in mano: prende la palla, si porta a metà campo e si appresta a tirare in porta. |                   |                  |
| 8                                                                                    | Eccola! La coppia d'oro della Nankatsu 「誕生！ 南葛黄金（ゴールデン）コンビ」 - Tanjō! Nankatsu gōruden konbi | 21 maggio 2018    | 31 dicembre 2019 |
| 8                                                                                    | Genzo para il colpo e ordina alla squadra di applicare la tattica della gabbia, una situazione di stallo usata per guadagnare tempo. Ishizaki intercetta un passaggio ferendosi alla gamba e Tsubasa segna un goal con una rovesciata. Wakabayashi ha perso la sfida ma il suo allenatore gli intima con uno schiaffo di continuare la partita. Ishizaki viene sostituito da Misaki, che si mostra in ottima sintonia con Tsubasa. La partita termina in parità e nel primo tempo supplementare, Wakabayashi avanza e segna un goal, portando la situazione sul 2 a 1. |                   |                  |
| 9                                                                                    | Un finale inaspettato 「さわやかな幕切れ」 - Sawayaka na makugire | 28 maggio 2018    | 1º gennaio 2020  |
| 9                                                                                    | La partita, così come tutto il torneo interscolastico, finisce in parità grazie al gol di Tsubasa e Misaki. Genzo porta alla Nankatsu la notizia del ritiro di Roberto e rimangono tutti sconvolti. Quando Tsubasa va a chiederglielo di persona, Roberto gli propone di andare con lui in Brasile a intraprendere una seria carriera, e il ragazzo accetta. Ma prima vuole vincere il torneo nazionale, le cui squadre partecipanti sono composte dai migliori giocatori di ogni città. Alle selezioni della città Nankatsu passano Wakabayashi, il quartetto Shutetsu, Urabe, Kishida, Tsubasa, Misaki e Ishizaki. |                   |                  |
| 10                                                                                   | Riappare Kojiro 「小次郎あらわる」 - Kojirō arawaru | 4 giugno 2018     | 2 gennaio 2020   |
| 10                                                                                   | In una partita di allenamento, Wakabayashi si ferisce lievemente a una gamba. Misaki avverte gli altri giocatori della Nankatsu FC della bravura delle altre squadre, in particolare di Kojiro Hyuga della Meiwa FC, che è abile quanto Tsubasa ma è troppo determinato e talvolta violento. Se ne accorgeranno di persona quando, nella partita di selezione, interviene Kojiro e segna un goal a Wakabayashi, ma non gli viene presentato Tsubasa. Kojiro però gioca a calcio per una nobile causa: vuole farsi notare dai talent scout di qualche squadra importante, firmare un contratto e mantenere la sua famiglia in difficoltà. Nei preliminari per il torneo nazionale, la Nankatsu vince 7 a 0 contro la Fuji FC. La Meiwa è in svantaggio di due gol contro la Nambu FC, ma Kojiro sta per entrare in gioco assieme a Takeshi Sawada. |                   |                  |
| 11                                                                                   | Una partita più difficile del previsto 「思わぬ苦戦」 - Omowanu kusen | 11 giugno 2018    | 3 gennaio 2020   |
| 11                                                                                   | Kojiro Hyuga e Takeshi Sawada entrano in campo nel secondo tempo contro la Nanbu e grazie al sostegno di Takeshi, Kojiro segna quattro goal facendo vincere la Meiwa per 4-3. Nel match tra Nankatsu e Shimada, Wakabayashi non potrà giocare per la sua ferita alla gamba, e lascerà il suo posto a Yuzo Morisaki. La Shimada è una squadra apparentemente debole, che non gioca quasi mai d'attacco, ma possiede un forte spirito di collaborazione e di umiltà. La Nankatsu subisce due goal e sembra non riuscire a recuperare, sia per il forte carattere difensivo della squadra avversaria, che per la pioggia che ha bagnato tutto il campo. A pochi minuti dal termine, Tsubasa si fa forza e dirige tutta la squadra a segnare. Lo scontro termina 3-2 per la Nankatsu. |                   |                  |
| 12                                                                                   | Tutti contro Wakabayashi 「若林つぶし」 - Wakabayashi tsubushi | 18 giugno 2018    | 4 gennaio 2020   |
| 12                                                                                   | Kojiro si è recato a Tokyo per veder giocare Jun Misugi, un giocatore della Musashi, squadra rappresentante della prefettura di Tokyo al campionato nazionale. Il ragazzo però non c'era perché la manager della sua squadra, Yayoi Aoba, lo ha portato ad assistere alle prestazioni di Tsubasa, durante la finale della prefettura di Shizuoka. Nel corso della partita, Yayoi, che è sempre stata segretamente innamorata di Tsubasa, entrerà in rivalità con Sanae. Nella finale, la Nankatsu affronta la Shimizu, e Kawakami, portiere e capitano, ordina ai suoi giocatori di marcare Tsubasa, prima in due e poi in tre. Dopo che il primo tempo si è concluso senza nessun goal, la Shimizu cambia strategia ferendo Wakabayashi, che era tornato disponibile. La sua frattura alla gamba peggiora, ma Wakabayashi riesce ugualmente a difendere la porta. Tsubasa segna tre gol decisivi portando la Nankatsu a vincere la finale e a rappresentare la prefettura di Shizuoka alla fase nazionale. |                   |                  |
| 13                                                                                   | Comincia il campionato nazionale! 「さァ全国だ！」 - Saa zenkoku da! | 25 giugno 2018    | 5 gennaio 2020   |
| 13                                                                                   | Matsuyama, il capitano del Furano, dove un tempo giocava Misaki, riesce a far vincere la sua squadra contro la Sapporo, la favorita del torneo, e non vede l'ora di sfidare il suo vecchio compagno alla fase nazionale. Il dottore vieta a Wakabayashi di partecipare al torneo e Tsubasa, ora nominato capitano al posto suo, gli promette di vincere tutte le partite fino al suo ritorno, quando vendicherà il gol subito da Kojiro. Roberto si sente in colpa della promessa fatta a Tsubasa di portarlo in Brasile, perché così dividerà ancora di più la sua famiglia; ma sia Tsubasa che sua madre sono favorevoli alla realizzazione del suo sogno. La Nankatsu parte per Tokyo, seguita dalla sua tifoseria grazie a dei camionisti, e conosce alcuni dei suoi avversari: i gemelli Masao e Kazuo della giovanile Hanawa da Akita che hanno una perfetta sintonia, Nakanishi il gigantesco portiere della Naniwa, Matsuyama del Furano dall'Hokkaido e Kojiro Hyuga della Meiwa, contro cui la Nankatsu giocherà la prima partita. Tsubasa apre il torneo con un discorso all'insegna della lealtà e della sportività, ed è pronto per battere la Meiwa. |                   |                  |
| 14                                                                                   | Forza Nankatsu! Sconfiggi il Meiwa! 「燃えろ南葛 明和を倒せ！」 - Moeru Nankatsu Meiwa wo taose! | 2 luglio 2018     | 5 gennaio 2020   |
| 14                                                                                   | Inizia la partita tra la Nankatsu e la Meiwa e tutti i tifosi si sono recati allo stadio per seguire l'incontro. Dopo un goal iniziale di Tsubasa, che segna l'inizio della sfida con Kojiro Hyuga, tutti restano sconvolti. Hyuga resta apatico per un po', ma poi inizia a scatenarsi e segna un goal tirando la palla in faccia al portiere della Nankatsu. Adesso Morisaki ha paura del pallone e, a causa di questo, subisce un secondo goal da parte del giovane Takeshi. Tsubasa lo risolleva facendogli capire che il pallone deve diventare il suo migliore amico. Intanto, sugli spalti, i due talent scout della Toho si accorgono della differenza tra Tsubasa e Kojiro: Tsubasa gioca per divertirsi, mentre Kojiro lo fa per vincere, ed è molto più violento. |                   |                  |
| 15                                                                                   | È il mio sogno: non posso perdere! 「夢だから負けない！」 - Yume dakara makenai! | 9 luglio 2018     | 12 gennaio 2020  |
| 15                                                                                   | Tsubasa e Misaki segnano un goal prima dell'intervallo, concludendo il primo tempo tra Nankatsu e Meiwa a 2-2. Il secondo tempo viene giocato da Kojiro con una strategia di solo attacco, considerata la miglior difesa. Ma per ogni rete dell'attaccante della Meiwa, Tsubasa ne segna un'altra per riportare il gioco in parità. A pochi secondi dal fischio finale le squadre sono a 6-6 e Tsubasa riesce a deviare un colpo fortissimo di Kojiro. Dopo aver colpito la traversa, la palla viene intercettata subito da Sawada che la tira nella porta della Nankatsu, concludendo l'incontro 7-6. La Meiwa ha vinto la partita, ma lo scontro tra Tsubasa e Kojiro è finito in parità. Tuttavia, la Nankatsu non è ancora eliminata dal torneo e se vincerà le partite successive potrà oltrepassare i gironi; anche Wakabayashi conta su di loro e telefona alla squadra dopo la fine della partita. Nel frattempo il Furano ha vinto contro la Nagano per 2-0 e la Musashi è in vantaggio sulla Jonan di cinque punti. Tsubasa sa che l'asso della Musashi, Jun Misugi, è un altro forte avversario, oltre a Kojiro, con cui dovrà scontrarsi nel corso del torneo. La talent scout che ha assistito alla partita tra Nankatsu e Meiwa propone a Kojiro di entrare nell'istituto Toho. |                   |                  |
| 16                                                                                   | Calcio acrobatico! 「これがアクロバットサッカーだ！」 - Kore ga akurobatto sakkā da! | 16 luglio 2018    | 12 gennaio 2020  |
| 16                                                                                   | I due talent scout promettono a Kojiro che riceverà la borsa di studio per entrare nell'istituto Toho solo se vincerà l'intero torneo, e dovrà riscontrarsi con Tsubasa. La Nankatsu vince 9 a 0 contro la Osu di Fukuoka e altre due partite, arrivando a collezionare tre vittorie e una sconfitta. La Hanawa di Akita, dove giocano i gemelli Masao e Kazuo Tachibana, vince 7 a 0 contro la Shimabara e pareggia a 5 punti contro la Meiwa. Arriva l'ultimo giorno dei gironi, sia il Furano che la Musashi hanno conquistato cinque vittorie e sono già passate alla fase finale. Anche la Meiwa con quattro vittorie e un pareggio passa il girone. Adesso è il momento della partita tra la Hanawa, che finora ha ottenuto tre vittorie e un pareggio, e la Nankatsu, che deciderà quale squadra verrà eliminata dal torneo. Come deciso dall'allenatore, Tsubasa resta in difesa e assieme a Misaki marca i gemelli Tachibana; con questa strategia la Nankatsu segna un gol prima della fine del primo tempo. Nel secondo tempo, i gemelli della Hanawa usano il loro asso nella manica, il tiro a triangolo e si portano in pareggio. A seguito di questa azione, Kazuo ferisce involontariamente Nishio della Nankatsu, che viene sostituito da Ishizaki, per la prima volta in campo dall'inizio del torneo. |                   |                  |
| 17                                                                                   | Ultimi 4 minuti! Battaglia decisiva a mezz'aria 「のこり４分！ 空中決戦」 - Nokori 4-fun! Kūchū kessen | 23 luglio 2018    | 19 gennaio 2020  |
| 17                                                                                   | I gemelli Tachibana falliscono un tiro acrobatico parato da Morisaki, ma Ishizaki lancia per sbaglio la palla nella porta della Nankatsu, facendo un autogol. Misaki ferma i litigi nella sua squadra annunciando che dopo la fine del torneo lascerà la Nankatsu e si trasferirà in un'altra scuola. La partita riprende con la Hanawa in vantaggio per 2 a 1, e Ishizaki conquista la forza per provare un tiro dalla lunga distanza che, con una vincente deviazione di Misaki, porta il risultato in parità a quattro minuti dalla fine. Per passare il girone la Hanawa deve proteggere il pareggio, invece la Nankatsu deve segnare un altro goal. Dopo un calcio d'angolo non riuscito, Misaki passa il pallone a Tsubasa che, emulando la tecnica dei gemelli Tachibana, rimbalza prima sul palo e poi sulla traversa, e con una rovesciata in aria, segna l'ultimo goal; la Nankatsu vince per 3 a 2 e passa agli ottavi di finale. |                   |                  |
| 18                                                                                   | Forza! Inizia la fase finale 「いくぞ！ 決勝トーナメント」 - Ikuzo! Kesshō tōnamento | 30 luglio 2018    | 19 gennaio 2020  |
| 18                                                                                   | Inizia la fase finale del torneo in cui ogni sconfitta costerà l'eliminazione. La prima partita, giocata dal Furano, si è conclusa 4-0, la Musashi è passata con 5-0 e la Meiwa ha battuto ogni record di gol con un punteggio di 10-0. La Nankatsu deve sfidare la Naniwa, il cui portiere, Taichi Nakanishi, vuole superare il record di Wakabayashi di nessun gol subito. Tsubasa riesce a difendere il primato dell'amico e la Naniwa è eliminata dal torneo per aver perso 5-1. Per potersi scontrare con la Nankatsu in semifinale, la Musashi deve sconfiggere la Hitachi. Il capitano della Musashi, Misugi, convince l'allenatore a farlo entrare in campo per assicurarsi la vittoria, dato che il Musashi è in svantaggio per 1-2. Alla fine la squadra capitanata da Misugi vincerà la partita 6-2. La manager della Musashi, Yayoi, chiede a Tsubasa di far vincere la squadra avversaria perché, a causa di una malattia cardiaca, questo sarà l'ultimo torneo che Misugi potrà disputare. Tsubasa però non soddisferà la richiesta e crede che anche Misugi voglia partecipare ad una sfida alla pari. Oltre alla Musashi, nei quarti di finale passano la Meiwa con 5-1, il Furano con 3-1 e la Nankatsu con 7-0. |                   |                  |
| 19                                                                                   | Scontro durissimo! Meiwa vs Furano 「激闘！ 明和ＶＳふらの」 - Gekitō! Meiwa vs. Furano | 6 agosto 2018     | 26 gennaio 2020  |
| 19                                                                                   | Ha inizio la partita tra la Meiwa e il Furano, che sarà anche uno scontro tra i due capitani Hyuga e Matsuyama. Durante il primo tempo, Hyuga ferisce alla caviglia Matsuyama e riceve un cartellino giallo. Il primo tempo si conclude 1-1 ma Kojiro non è soddisfatto e gli sta salendo la febbre; Sawada viene incaricato di supportarlo in campo. Nel secondo tempo entrambe le squadre segnano un altro gol e Matsuyama viene ferito di nuovo, ma nonostante questo resta in gioco: vuole dimostrare a tutti che i loro allenamenti in condizioni avverse sono serviti. Hyuga, con il suo secondo gol, supera Tsubasa nel record di capocannoniere del torneo. A pochi minuti dal termine il Furano guadagna un calcio di rigore, ma arriva il miglior portiere della Meiwa, Ken Wakashimazu, che riesce a parare il tiro di Matsuyama e lo passa a Kojiro che segna un ultimo gol. La partita termina 3-2 per la Meiwa, che andrà in finale contro il vincitore tra Nankatsu e Musashi. |                   |                  |
| 20                                                                                   | La strategia segreta del Musashi 「武蔵の秘策」 - Musashi no hisaku | 13 agosto 2018    | 26 gennaio 2020  |
| 20                                                                                   | Alla partita tra la Nankatsu e la Musashi assistono anche i genitori di Misugi, preoccupati per la sua malattia cardiaca. Misugi però riesce a giocare bene e a guadagnarsi il titolo di Giovane Principe del Campo. L'asso della Musashi capisce che Tsubasa è a conoscenza della sua malattia e gli proibisce di tirarsi indietro per questo motivo. Dopo essere arrivati a 1-1, la Musashi applica il trucco di lasciare Tsubasa sempre in fuorigioco per non farlo segnare. Prima della fine del primo tempo, Misugi replica il tiro a rovesciata di Tsubasa ribaltando il punteggio in suo vantaggio. Misugi schiaffeggia Yayoi per essersi intromessa nel duello tra lui e Tsubasa rivelandogli la sua malattia di cuore. Durante il secondo tempo inizia a piovere, Tsubasa è depresso e crede di non poter vincere contro Misugi. Questa demoralizzazione si trasmette su tutta la Nankatsu, che subisce subito un altro gol. |                   |                  |
| 21                                                                                   | Il campione di vetro 「ガラスのエース」 - Garasu no ēsu | 20 agosto 2018    | 2 febbraio 2020  |
| 21                                                                                   | I compagni di squadra, Roberto, Sanae e anche Wakabayashi incoraggiano Tsubasa a non arrendersi e a non vanificare gli sforzi già fatti. Tsubasa si riprende e recupera due gol, riuscendo nell'ultimo a sfruttare la scivolosità del terreno per aumentare la sua velocità, portando la situazione in parità. Nel frattempo, la malattia di Kojiro sembra essere peggio del previsto, e forse non potrà giocare la finale. Misugi inizia a sentirsi male e il segreto della sua malattia viene a galla, ma Tsubasa intima alla sua squadra di non retrocedere. L'allenatore della Musashi, dopo un momento di esitazione, mantiene la promessa e lascia giocare Misugi fino alla fine. Il giocatore usa le sue ultime energie per segnare un quarto gol alla Nankatsu, a soli due minuti dal fischio finale. |                   |                  |
| 22                                                                                   | Il destino ai tempi supplementari 「運命のアディショナルタイム」 - Unmei no adishonaru taimu | 27 agosto 2018    | 2 febbraio 2020  |
| 22                                                                                   | Mancano solo due minuti alla fine della partita e la Nankatsu deve recuperare un gol. Tsubasa però non riesce a segnare perché marcato dalla maggior parte degli avversari. Ma, con un lampo di genio, alza la palla a campanile e compie una rovesciata con la quale passa il pallone con una rovesciata a Misaki, che la mette in porta con la testa. Nel recupero Tsubasa segna un gol con un tiro veloce e termina la partita a favore della Nankatsu per 4-5. Jun Misugi ringrazia Tsubasa per la partita che ha giocato e gli promette che non smetterà di giocare a calcio. Kojiro si rimette in sesto appena in tempo per giocare la finale contro la Nankatsu. Nel torneo, questo è il secondo scontro tra Nankatsu e Meiwa: le squadre hanno la stessa formazione (escluso Ishizaki) ma stavolta i portieri sono Wakabayashi e Wakashimazu. |                   |                  |
| 23                                                                                   | Il grande Wakabayashi torna in campo! 「天才キーパー復活！」 - Tensai Kīpā Fukkatsu! | 3 settembre 2018  | 9 febbraio 2020  |
| 23                                                                                   | Comincia la finale del torneo tra Nankatsu e Meiwa. Le squadre sembrano essere alla pari: entrambe hanno un duo di centravanti (Tsubasa e Misaki, Hyuga e Sawada) e un portiere eccezionali (Wakabayashi e Wakashimazu). Nessuno riesce a segnare a Wakashimazu, nemmeno con delle finte; allora Tsubasa e Misaki si ritrovano per errore a colpire la palla contemporaneamente, ottenendo un effetto illusorio in grado di falsare la vista della traiettoria e segnare il primo gol. Kojiro continua a tirare, senza segnare, da fuori area per dimostrare di essere più forte di Tsubasa ed entrare all'istituto Toho. Durante l'intervallo, Takeshi fa notare al suo amico che non gli piace il suo modo di giocare, così Hyuga cambia strategia. Inizia il secondo tempo, e ad assistere ci sarà anche la famiglia di Kojiro. |                   |                  |
| 24                                                                                   | Tenacia... soprattutto tenacia! 「執念･･･まさに執念！！」 - Shūnen… masa ni shūnen!! | 10 settembre 2018 | 9 febbraio 2020  |
| 24                                                                                   | Hyuga prova a fare un tiro, stavolta dentro l'area, ma Wakabayashi riesce a pararlo, nonostante il suo corpo sia entrato in rete. Sawada colpisce Misaki allo stinco e viene medicato, lasciando un giocatore in meno alla Nankatsu. Tsubasa replica la tecnica del salto sulla traversa dei gemelli Tachibana ma viene contrastato in tempo da Wakashimazu; Tsubasa cadendo a terra si ferisce al piede ma continua a giocare. Kojiro si accorge che la sua famiglia e i suoi amici sono venuti a tifare per lui e inizia ad usare più riguardo per tutte le persone che lo hanno supportato e passa di più la palla ai suoi compagni di squadra, che a loro volta lo aiutano a fare il primo goal, infortunando Wakabayashi alla gamba. Ora che i tre assi della squadra non sono in forma, il resto della Nankatsu inizia a giocare autonomamente e riesce a difendere il pareggio fino al ritorno in campo di Misaki. |                   |                  |
| 25                                                                                   | Fino all'ultimo secondo - Contrattacchi decisivi 「炎のカウンターアタック」 - Honoo no cauntā atakku | 17 settembre 2018 | 16 febbraio 2020 |
| 25                                                                                   | Tsubasa vuole compensare l'infortunio di Misaki segnando un buon gol, ma Wakashimazu è troppo forte per permetterglielo. Kojiro dribbla Misaki, per la prima volta senza violenza, e spinge il pallone in porta della Nankatsu, portando il punteggio in vantaggio per la Meiwa per 2 a 1. Per ripareggiare, Tsubasa prova una rovesciata ma senza successo. Ad un minuto dalla fine, Wakabayashi lascia la porta per rinforzare l'attacco, tira la palla per ingannare Wakashimazu, Misaki la devia ma troppo a destra, allora interviene Tsubasa per correggere la traiettoria e segnare uno splendido gol. Il secondo tempo si conclude in parità, lasciando la chiusura dei conti ai quattro tempi supplementari. Kojiro, all'inizio dei supplementari, parte subito con un'offensiva, ma Wakabayashi si dimostra pronto a difendere la porta della sua squadra. |                   |                  |
| 26                                                                                   | Goal-illusione 「幻のゴール」 - Maboroshi no gōru | 24 settembre 2018 | 16 febbraio 2020 |
| 26                                                                                   | Nel primo tempo supplementare Tsubasa calcia il pallone, che colpisce Wakashimazu ed entra in porta, ma il gol viene annullato. Nel secondo tempo supplementare Hyuga si smarca da tutti i giocatori della Nankatsu ed esegue un tiro a rovesciata eccezionale, ma Wakabayashi lo para. Restano ancora altri due tempi supplementari da 5 minuti ciascuno, al termine dei quali in caso di nuova parità entrambe le squadre verrebbero proclamate campioni. Durante l'intervallo una piacevole pioggia passeggera rinfresca i giocatori e Wakabayashi ha un'idea sulla tattica da impiegare nei prossimi tempi supplementari: Tsubasa e Misaki si riposeranno e lasceranno attaccare la Meiwa, che verrà fermata dal resto della squadra. In questo modo la coppia d'oro della Nankatsu potrà affermare la vittoria nel secondo tempo. Wakashimazu si accorge troppo tardi del trucco e tenta un tiro, che però fallisce per la prevedibilità. |                   |                  |
| 27                                                                                   | L'ora della gloria 「栄光の瞬間」 - Eikō no shunkan | 1º ottobre 2018   | 23 febbraio 2020 |
| 27                                                                                   | Il piano di Wakabayashi porta i suoi frutti perché Tsubasa e Misaki, dopo aver riposato, segnano finalmente un gol portandosi in vantaggio con 3-2. Hyuga non si arrende e vuole provare a ripareggiare nei tre minuti che gli restano. La gamba di Wakabayashi sta sempre peggio, e la Meiwa ne approfitta per tirare, ma Misaki si sacrifica per respingerla andando a sbattere contro il palo. Tsubasa è arrabbiato per quello che gli è successo e si scaraventa sulla porta avversaria, sovrastando perfino Hyuga, e segna il quarto goal. La Nankatsu vince così il torneo e le squadre si complimentano tra di loro, ma Roberto ha nel frattempo deciso di non poter mantenere la promessa fatta a Tsubasa di portarlo in Brasile. |                   |                  |
| 28                                                                                   | Ognuno per la sua strada 「それぞれの旅立ち」 - Sorezore no tabidachi | 8 ottobre 2018    | 23 febbraio 2020 |
| 28                                                                                   | Roberto non vuole separare la famiglia di Tsubasa portandolo in Brasile e inoltre si reputa un perdente senza più nulla da insegnargli; Tsubasa cerca di raggiungerlo in aeroporto ma Roberto è già in volo per il Brasile senza di lui. Tsubasa è afflitto dalla partenza di Roberto ma Ishizaki riesce a raggiungerlo in tempo per fargli salutare Misaki. Anche Wakabayashi lascerà la squadra per seguire il suo allenatore in Germania. L'istituto Toho vuole nella sua squadra Kojiro Hyuga e Tsubasa Ozora, che però non accetta l'offerta per iscriversi alla scuola media Nankatsu assieme a Izawa, Kisugi, Taki, Takasugi e Ishizaki; anche Sanae appartiene al club di calcio come manager della squadra. Invece Urabe, Kishida, Nishio e Nakayama si sono iscritti alla Otomo. Al loro terzo anno delle medie la Nankatsu ha già riconquistato il trofeo del torneo prefetturale, e Tsubasa vuole vincerlo per la terza volta consecutiva (senza contare la vittoria delle elementari). Sarà quindi il momento per Tsubasa di riscontrarsi contro Hyuga, Wakashimazu e Sawada, appena iscritto al primo anno dell'istituto Toho. |                   |                  |
| Arco degli studenti delle scuole medie (中学生編?, Chūgakusei hen) (24 episodi)      | |                   |                  |
| 29                                                                                   | Inizia l'estate 「夏の開幕！」 - Natsu no sutāto! | 15 ottobre 2018   | 8 giugno 2021    |
| 29                                                                                   | La famiglia Ozora acconsente alla partenza di Tsubasa per il Brasile alla fine del suo terzo anno di scuola media, e nell'attesa il ragazzo impara la lingua portoghese con un maestro privato. Urabe, Kishida, Nishio e Nakayama si presentano alla Nankatsu con arroganza dando una dimostrazione delle loro capacità. Assieme al quartetto della Otomo c'è anche Shun Nitta, un ragazzo più giovane che fece vincere alla Nankatsu il torneo delle elementari dopo Tsubasa, che sfoggia il suo tiro del falco segnando un goal in pochi secondi. A giocare nella squadra Otomo c'è anche Ichijo, un possente portiere della stessa età di Nitta. Tsubasa si preoccupa di non riuscire a vincere il torneo e intensifica gli allenamenti, anche a costo di acquistare rivalità dalla squadra. Inizia il torneo prefetturale di Shizuoka, e la Otomo promette di sconfiggere in finale la Nankatsu, l'unico incrocio di girone in cui si potranno affrontare. |                   |                  |
| 30                                                                                   | La finale del torneo della prefettura! Il tiro del falco! 「県大会決勝戦！隼シュート登場！」 - Kentaikai kesshōsen! Hayabusa shūto tōjō! | 22 ottobre 2018   | 9 giugno 2021    |
| 30                                                                                   | La Otomo, e in special modo Urabe, vorrebbe vincere il torneo prefetturale per accedere alla fase nazionale, ma prima deve vincere la Nankatsu. Kojiro li mette in guardia da Tsubasa, ma Nitta gli rinfaccia di aver già battuto Takeshi e non è preoccupato. Il giorno della finale Tsubasa sceglie di rimanere in difesa e riesce a contrastare il tiro del falco con la forza dell'aquila. Quando capisce che non sarebbe riuscito a sorpassare il quartetto Otomo passa la palla indietro, e il primo tiro in porta della Nankatsu viene parato da Ichijo. Sugli spalti arrivano ad assistere Hiroshi Jito della scuola media Hirado, cugino di Yukari del club di tifo della Nankatsu e Katagiri della federazione calcistica giapponese. Katagiri capisce che Tsubasa non ha attualmente nessun rivale ma la Otomo è più bilanciata e Nitta è in leggero vantaggio su di lui. Il secondo tiro del falco viene deviato per quanto basta dalla testa di Tsubasa, che a pochi minuti dalla fine del primo tempo smarca Nitta per andare a segnare un tiro al volo. |                   |                  |
| 31                                                                                   | Tsubasa e il tiro del falco 「隼対翼」 - Hayabusa tai Tsubasa | 29 ottobre 2018   | 10 giugno 2021   |
| 31                                                                                   | Al secondo tempo nessuna delle due squadre cambia strategia di gioco, e Nitta capisce che l'unico modo per segnare è tirare al volo. La Otomo passa continuamente la palla a Nitta, che prova tre tiri al volo; tutti sbagliati ma sempre più precisi. Tsubasa decide di passare all'azione ma non riesce a segnare. Al quarto tentativo Nitta colpisce la mano di un giocatore della Nankatsu, e la Otomo ha diritto ad un calcio di punizione. Nitta esegue il suo tiro del falco ma Tsubasa lo para con abilità, imitando il salto sui pali di Wakashimazu, e si porta in attacco con Izawa fallendo ancora una volta. Subito Nitta riceve la palla e, nonostante abbia tempo per fermarla, vuole tirare al volo e riesce a segnare. Dopo i festeggiamenti Tsubasa torna all'attacco e riesce a fare un altro gol riportando la Nankatsu in vantaggio per 2 a 1. |                   |                  |
| 32                                                                                   | Obiettivo sconfiggere Tsubasa! Hyuga contro Misugi 「打倒翼！日向対三杉」 - Datō Tsubasa! Hyūga tai Misugi | 5 novembre 2018   | 11 giugno 2021   |
| 32                                                                                   | Negli ultimi minuti rimasti, la Nankatsu prevede tutte le mosse della Otomo e segna un altro gol, finendo la partita 3ª 1 e conquistando il biglietto per il campionato nazionale, in cui rappresenterà la prefettura di Shizuoka. Katagiri fa visita a Mikami, l'allenatore della squadra nazionale giovanile, per chiedergli di scegliere i giocatori dalla sua lista di candidati. Intanto anche nelle altre prefetture si decidono le squadre che andranno in nazionale. In Hokkaido vince il Furano, ad Akita la Hanawa e a Osaka la Azumaichi sconfiggendo la Naniwa. Mentre Tsubasa cerca di perfezionare il suo tiro dell'aquila, a Tokyo si svolge la partita tra la Musashi (il cui capitano Misugi può giocare solo 30 minuti) e la Toho guidata da Hyuga. Dopo aver subito 3 gol, la Musashi fa entrare Misugi che recupera un gol prima del termine del primo tempo. |                   |                  |
| 33                                                                                   | La finale del torneo di Tokyo 「東京大会決着」 - Tōkyō taikai kecchaku | 12 novembre 2018  | 14 giugno 2021   |
| 33                                                                                   | Nel secondo tempo Misugi segna un secondo gol in rovesciata e, malgrado finisca il tempo in cui può giocare, ottiene il consenso dall'allenatore per restare in campo e segnare un altro punto. Sawada viene spostato in attacco e, durante uno scontro alla pari tra Hyuga e Misugi, il cuore di quest'ultimo cede e inizia a cadere a terra. Hyuga non reagisce e Misugi riesce comunque a passare il pallone ai suoi compagni, che però non concludono l'azione con successo. La partita termina in vantaggio per la Toho, che andrà al campionato nazionale. Kira, il vecchio allenatore di Hyuga, si meraviglia di lui per non aver approfittato della debolezza di Misugi e lo definisce una tigre innocua in gabbia. Così facendo lo invita ad andare a trovarlo alla sua nuova scuola calcistica di Okinawa. |                   |                  |
| 34                                                                                   | Si apre il torneo! La dura battaglia ha inizio 「激戦開幕！ 大会スタート」 - Gekisen kaimaku! Taikai sutāto | 19 novembre 2018  | 15 giugno 2021   |
| 34                                                                                   | Misaki, dalla Francia, va a trovare Wakabayashi, che ora gioca in Germania per la squadra Amburgo, e passano una giornata insieme. Wakabayashi lo scrive a Tsubasa che lo annuncia a tutta la squadra. Hyuga accetta di tornare ad allenarsi da Kira senza dire niente a nessuno, e l'accademia Toho lo espelle rinunciando alla sua presenza nel campionato nazionale. Inizia il torneo e la prima avversaria della Nankatsu sarà la Azumaichi, che partecipa per la prima volta al campionato. Il giocatore più importante è Makoto Soda, un asso in difesa, che ha il compito di marcare Tsubasa. |                   |                  |
| 35                                                                                   | La potenza esplosiva del tiro a rasoio 「カミソリパワー爆発」 - Kamisori pawā bakuhatsu | 26 novembre 2018  | 16 giugno 2021   |
| 35                                                                                   | Soda marca stretto Tsubasa per tutto il primo tempo, e con un trucco denominato tiro a rasoio tenta due volte di farlo inciampare, anche se gli costa un cartellino giallo. Lo stesso Soda, con il tiro a rasoio segna un gol alla Nankatsu dopo soli 5 minuti. Mentre Tsubasa è marcato, il trio della Shutetsu formato da Izawa, Taki e Kisugi crea un'occasione per tirare, ma anche con l'intervento di Tsubasa il tiro fallisce. Soda si accorge che Tsubasa è infortunato alla gamba, ma Sanae gliela fascia durante l'intervallo, e Tsubasa chiede a lei e Manabu di non parlarne ai suoi compagni per non preoccuparli. Nel secondo tempo anche Izawa, Taki e Kisugi sono marcati continuamente, e un tentativo di Tsubasa di eseguire un tiro guidato non va a buon fine. Si crea finalmente un'altra occasione per la Nankatsu, e Tsubasa è da solo ma non può passare la palla. Per fortuna Takasugi, che si era accorto dell'infortunio di Tsubasa, riceve il passaggio e segna un gol di testa, portando la Nankatsu a pareggiare. |                   |                  |
| 36                                                                                   | La forza della determinazione 「それぞれの決意」 - Sorezore no ketsui | 3 dicembre 2018   | 17 giugno 2021   |
| 36                                                                                   | La Azumaichi va all'attacco e Soda inizia a tirare, ma Tsubasa si accorge che farà un tiro speculare rispetto al primo e avverte Morisaki, che riesce a pararlo. Subito dopo Tsubasa è libero e segna un gol, che fa vincere la Nankatsu per 2 a 1. La Toho si sta scontrando con la Matsukami e al posto di Hyuga c'è Sorimachi. Durante il suo secondo tiro, Hyuga si alza dalla panchina e conficca con un calcio di rabbia un pallone nel muro, dopodiché si allontana. Il coach decide che il capitano sarà Wakashimazu, e Hyuga non riceverà più la sua borsa di studio. Tsubasa va con Sanae in ospedale e il dottore lo tranquillizza sulle condizioni della sua gamba. Sanae vorrebbe fare una passeggiata romantica con Tsubasa, ma lui è troppo ansioso di vedere la partita che deciderà il prossimo avversario della Nankatsu. Intanto il Furano capitanato da Matsuyama vince contro la Sakucho per 6 a 0, e sembra che si sia affermata come la terza squadra più forte del torneo dopo la Nankatsu e la Toho. |                   |                  |
| 37                                                                                   | L'uragano Skylab! 「スカイラブ・ハリケーン！」 - Sukairabu Harikēn! | 10 dicembre 2018  | 18 giugno 2021   |
| 37                                                                                   | La Nankatsu si scontra con la Nishigaoka, ma i compagni di Tsubasa decidono di lasciarlo riposare e il trio Taki, Izawa e Kisugi riesce a conquistare la vittoria per 6 a 0. Ora la Nankatsu deve scontrarsi con la Hanawa, in cui giocano i gemelli Tachibana. All'inizio partono alla grande, e anche se Tsubasa non ha più Misaki come nel torneo delle elementari sa che può fare affidamento sui suoi compagni di squadra. Dopo un gol della Nankatsu, i gemelli Tachibana cercano di fare un tiro acrobatico sfruttando un palo della rete, ma Ishizaki trova il modo giusto per annullarlo colpendo l'altro palo e facendo vibrare tutta la struttura. Dopo il secondo gol della Nankatsu, la Hanawa si decide a giocare la tecnica segreta dei gemelli Tachibana chiamata uragano Skylab: durante la ricezione di un pallone alto, uno dei due si stende sul prato piegando le gambe e l'altro salta sui suoi piedi mentre riceve una spinta verticale; giunto all'altezza del pallone tira di testa in porta. La Hanawa segna così il primo gol. |                   |                  |
| 38                                                                                   | All'attacco! I fratelli Tachibana 「攻略！ 立花兄弟」 - Kōryaku! Tachibana kyōdai | 17 dicembre 2018  | 21 giugno 2021   |
| 38                                                                                   | La tecnica di Kazuo e Masao è molto stancante per le gambe quindi la usano con parsimonia. Alla seconda volta che si preparano a farlo, Tsubasa salta su un palo ma non abbastanza in alto, però i gemelli non eseguono l'uragano Skylab proprio perché l'assist era troppo basso. Nel secondo tempo, nella Hanawa entra Daimaru, che sa eseguire dei tiri fortissimi, e ne lancia subito uno ai gemelli Tachibana per un uragano Skylab. Questa volta Tsubasa salta anche sulla traversa e arresta il tiro di Masao in volo, ma cadendo si infortuna alla spalla e deve uscire dal campo per andarsi a curare. Nel mentre i gemelli Tachibana fanno un uragano Skylab a bassa quota e riescono a pareggiare, ma al ritorno di Tsubasa le loro gambe sono sfinite e passano in difesa. L'unico modo che ha Tsubasa di segnare è quello di fare un tiro guidato. |                   |                  |
| 39                                                                                   | Nankatsu vs Hanawa: atto finale! 「南葛対花輪 決着！」 - Nankatsu tai Hanawa kecchaku! | 24 dicembre 2018  | 22 giugno 2021   |
| 39                                                                                   | Il tiro guidato di Tsubasa non va a segno e i gemelli Tachibana tentano un altro uragano Skylab rasoterra, che viene parato da Tsubasa. Ancora di fronte alla porta avversaria, Masao e Kazuo effettuano un tiro gemello colpendo contemporaneamente il pallone al volo, stavolta è Ishizaki a difendere la rete, a costo di ferirsi alla fronte sbattendo sul palo. Tsubasa approfitta della difesa libera per segnare il gol della vittoria, così la Nankatsu accede ai quarti di finale. Matsuyama, Misugi e i giocatori della Nankatsu incoraggiano Hyuga e gli chiedono di ritornare in campo. L'allenatore della Toho è disposto a farlo sedere in panchina, ma all'inizio della partita contro la Chubu di Nagano, ai quarti di finale, Hyuga si trova in campo e segna subito il primo punto. Ad assistere alla partita ci sono Tsubasa e i suoi compagni di squadra, ai quali si presentano Jito e Sano della Hirado. |                   |                  |
| 40                                                                                   | Il Furano scende in campo! 「ふらの出陣！」 - Furano shutsujin! | 7 gennaio 2019    | 23 giugno 2021   |
| 40                                                                                   | La Toho vince contro il Chubu senza Hyuga ed entra nelle semifinali. Il terzo incontro dei quarti vede il Minamiuwa della prefettura di Ehime scontrarsi con il Furano. Takei, con un assist del capitano Ishida, segna un gol al Furano nel primo tempo che viene compensato dopo l'intervallo da Matsuyama, mettendo a frutto gli allenamenti fatti sulla neve fresca. L'occasione per un secondo goal si ripresenta a pochi minuti dal fischio finale e il capitano Matsuyama sceglie di affidarsi a Oda, il quale, nonostante abbia già mancato due reti, riesce a segnare e a far vincere la sua squadra. In questo modo Yoshiko, l'assistente della squadra che ha una cotta per Matsuyama, potrà seguirla fino alla fine del campionato prima di partire per l'America. |                   |                  |
| 41                                                                                   | L'outsider. Un avversario inaspettato 「恐怖の伏兵」 - Kyōfu no dāku hōsu | 14 gennaio 2019   | 24 giugno 2021   |
| 41                                                                                   | Ha inizio la partita della Nankatsu contro la Hirado per accedere all'ultimo posto delle semifinali. Il primo punto viene segnato da Sano che all'ultimo istante devia con la testa un tiro di Jito lanciato dal centrocampo. Una seconda azione simile viene bloccata da Ishizaki ma termina sempre con un goal a favore della Hirado, segnato da Jito con una potenza tale da spingere in rete anche il portiere. Tsubasa prova a segnare ma uno scontro con Jito gli impedisce di mirare bene il tiro. L'azione si sposta sull'altra metà campo: un tiro di Jito che rimbalza all'indietro prima della linea della porta viene intercettato al volo da Sano che segna il terzo gol per la sua squadra; nel frattempo Tsubasa, avvilito e dolorante dallo scontro con Jito, si accascia a terra. Il ragazzo vede le immagini di Wakabayashi, Taro e Roberto che lo incoraggiano, quindi si rialza e si prepara a rimontare nel secondo tempo. |                   |                  |
| 42                                                                                   | Tsubasa: la fenice 「不死鳥・翼」 - Fenikkusu・Tsubasa | 21 gennaio 2019   | 25 giugno 2021   |
| 42                                                                                   | Tsubasa si lancia subito all'attacco, già rialzatiosi dallo sconforto come una fenice, e mette a segno due tiri guidati. La Hirado prova a difendere il suo vantaggio ma viene fermata da Morisaki. I successivi due tiri guidati di Tsubasa vengono parati con la forza da Jito e Sano, anche a costo di farsi male. Il duo della Hirado tenta di segnare ma invano perché la rovesciata di Sano viene bloccata da Tsubasa. Quest'ultimo porta con sé la palla fino alla porta avversaria, davanti alla quale effettua un altro tiro guidato, Jito prova a pararlo con il suo corpo ma viene spinto dentro la porta. La Nankatsu è riuscita a pareggiare e Tsubasa è allo stremo delle forze, l'ultimo punto viene segnato da Taki e Kisugi a un minuto dalla fine e fa accedere la loro squadra in semifinale. |                   |                  |
| 43                                                                                   | Quando la tigre ruggisce 「猛虎ゲキる」 - Mōko gekiru | 28 gennaio 2019   | 28 giugno 2021   |
| 43                                                                                   | Il Meiwa Higashi disputa contro la Toho per guadagnare la finale. Anche in quest'occasione Hyuga rimane in panchina e la sua squadra, pur riuscendo a difendere la porta, non riesce a creare un'azione per segnare. Infatti Sawada e altri giocatori sono ex compagni di squadra del Meiwa Higashi e le loro mosse vengono previste e fronteggiate in anticipo. All'inizio del primo tempo il Meiwa Higashi guadagna un calcio d'angolo che termina in rete grazie a un'azione collettiva. Hyuga vorrebbe entrare in gioco ma l'allenatore glielo impedisce, perciò si limita a incoraggiare i suoi compagni dal bordo campo. Grazie a questo, la Toho recupera il gol subìto e si porta in pareggio e, poco prima della fine della partita, Wakashimazu lascia la porta per segnare; egli infatti giocava da centravanti prima di fare il portiere. Con il punteggio di 2 a 1 la Toho vince la semifinale. |                   |                  |
| 44                                                                                   | Numero 10 vs numero 10 「背番号１０対背番号１０」 - Sebangō 10 tai Sebangō 10 | 4 febbraio 2019   | 29 giugno 2021   |
| 44                                                                                   | Per la seconda semifinale tra il Furano e la Nankatsu, Yoshiko realizza delle fascette per i giocatori della sua squadra. Dall'inizio dell'incontro le due formazioni, e in particolar modo i due capitani entrambi con la maglia numero 10, dimostrano di essere alla pari per molto tempo. Un tiro guidato di Tsubasa viene fermato da Matsuyama e un attacco valanga del Furano, che impegna nove giocatori, non riesce come vorrebbero. Il primo goal viene segnato da Matsuyama a lunga distanza e incoraggia la Nankatsu a recuperarlo. Tsubasa viene fermato ancora mentre prova un tiro guidato ma recupera la palla finita in aria per spingerla in rete con una rovesciata e pareggiare il punteggio. Sfortunatamente il capitano della Nankatsu rischia di ferirsi nella caduta successiva alla rovesciata ma questo viene impedito in tempo da Matsuyama, che dimostra un grande spirito sportivo. Nel secondo tempo un altro goal per la Nankatsu viene segnato da Izawa dopo un passaggio di Tsubasa, che così facendo peggiora l'infortunio alla sua gamba. |                   |                  |
| 45                                                                                   | Addio, Yoshiko - Lacrime in aeroporto! 「涙のエアポート」 - Namida no eapōto | 11 febbraio 2019  | 30 giugno 2021   |
| 45                                                                                   | Izawa, Taki e Kisugi provano a tirare in porta per tre volte di seguito ma invano. Alla terza parata il pallone viene intercettato da Tsubasa che esegue un tiro guidato, ma esso viene arrestato con il corpo da Matsuyama, il quale riceve una forte spinta all'indietro e viene frenato dai suoi compagni prima di entrare in porta. Il Furano pareggia con un attacco valanga a un minuto dalla fine, ma il vantaggio della Nankatsu viene subito ripreso con uno speciale tiro guidato di Tsubasa, che con una rotazione verticale più veloce del solito riesce ad entrare in rete dopo un rimbalzo sul palo e sul campo di gioco. La Nankatsu riesce così ad arrivare in finale per il terzo anno consecutivo assieme alla Toho. In spogliatoio Matsuyama scorge sulla sua fascetta un ricamo con su scritto "Ti amo" e si appresta a inseguire Yoshiko all'aeroporto, fortunatamente la raggiunge in tempo grazie al signor Katagiri che gli offre un passaggio e riesce a salutarla prima che parta per l'America. |                   |                  |
| 46                                                                                   | Calcio d'inizio 「世紀のキックオフ」 - Seiki no kikkuofu | 18 febbraio 2019  | 1º luglio 2021   |
| 46                                                                                   | La sera prima della finale Kojiro Hyuga, mister Kira (tramite una lettera) e la squadra della Toho chiedono in ginocchio all'allenatore Kitazume di far giocare Hyuga contro la Nankatsu, ma egli non si scompone per i suoi principi morali. Nonostante ciò propone al candidato un'opportunità di scendere in campo se segnerà un gol a Wakashimazu difeso da Sawada e Sorimachi, e l'occasione viene colta con un tiro della tigre (così è stato battezzato da un giornalista sportivo). Kitazume piazza Hyuga in formazione d'attacco e il giorno dopo presenta le sue dimissioni per aver mancato di coerenza con sé stesso e credibilità. Secondo il dottore Tsubasa non potrebbe giocare o ne andrebbe della sua carriera futura, ma il ragazzo ignora gli avvertimenti. Appena dato il fischio d'inizio, Hyuga esegue un tiro della tigre da metà campo e il pallone, dopo aver colpito il palo, si alza in aria per poi precipitate completamente sgonfio. |                   |                  |
| 47                                                                                   | La sfida continua 「宿命の対決ふたたび」 - Shukumei no taiketsu futatabi | 25 febbraio 2019  | 2 luglio 2021    |
| 47                                                                                   | Tsubasa calcia un tiro guidato che supera Wakashimazu, ma la palla colpisce la traversa ed esplode come con il tiro di Hyuga. Quest'ultimo si accorge che i suoi compagni di squadra sono diventati più scaltri durante la sua assenza e, avendo dimostrato di riuscire a tirare da lontano, inganna la difesa avversaria che libera l'area prospiciente alla porta. Al suo secondo tiro, Hyuga segna un gol angolato e questo viene recuperato da Tsubasa con un altro tiro guidato. Wakashimazu riesce a intercettarlo ma la spinta della palla è tale da non permettergli di fermarla. In un secondo momento Tsubasa e Wakashimazu si affrontano in volo e subiscono una brutta caduta. Anche il portiere della Toho deve fare i conti con una vecchia ferita alla spalla, ma la fortuna è dalla sua parte perché Tsubasa sbaglia il suo prossimo tiro guidato. |                   |                  |
| 48                                                                                   | Toho - Avanti tutta! 「王者・東邦！」 - Ōja Tōhō! | 4 marzo 2019      | 5 luglio 2021    |
| 48                                                                                   | Dopo aver sorpassato tutti i difensori della Nankatsu, Kojiro effettua un tiro della tigre che entra in porta. Seguono altre azioni sterili e un terzo goal di Hyuga che Tsubasa e Morisaki non riescono a parare. La Nankatsu è abbattuta per i due goal di svantaggio e Kojiro annuncia che non si accontenta di vincere, ma continuerà a segnare per aumentare il distacco. Appena riprende la partita Kojiro esegue un altro tiro della tigre, ma esso viene intercettato al volo da Tsubasa e convertito a tiro guidato, che va a segno. Tsubasa, a causa di questo tiro, cade a terra nel corso dell'azione successiva ed è costretto ad uscire dal campo per farsi curare. Nel frattempo Hyuga ha delle esitazioni sulla lealtà dei prossimi minuti di gioco, visto che gli avversari devono contare su un giocatore in meno, ma le reprime in poco tempo e si lancia all'attacco. |                   |                  |
| 49                                                                                   | Sfida all'ultimo respiro - La tigre e Tsubasa - Prima parte 「灼熱の闘士 猛虎＆翼」 - Shakunetsu no tōshi mōko & Tsubasa | 11 marzo 2019     | 6 luglio 2021    |
| 49                                                                                   | Tsubasa chiede al dottore di somministrargli un antidolorifico al piede. Mentre il capitano è fuori ci pensano Ishizaki e Takasugi a difendere la loro porta fino all'intervallo. Durante la pausa Katagiri propone a Misugi di fare l'allenatore per la squadra che sta componendo e Tsubasa si prepara a rientrare in campo. La Nankatsu fallisce due tiri in porta e al secondo calcio d'angolo Hyuga prende il pallone per attaccare. Si verificano due scontri di testa in elevazione tra Tsubasa e Kojiro e il secondo è vinto dal capitano della Toho, il quale esegue un tiro della tigre che viene deviato dalla spalla già dolorante di Tsubasa. Nell'azione successiva Kojiro blocca un tentativo di Ishizaki, ma egli rilancia indietro il pallone di rovesciata. Viene intercettato da Tsubasa che con un'altra rovesciata segna il goal del pareggio. |                   |                  |
| 50                                                                                   | Sfida all'ultimo respiro - La tigre e Tsubasa - Seconda parte 「執念の総力戦」 - Shūnen no sōryoku-sen | 18 marzo 2019     | 7 luglio 2021    |
| 50                                                                                   | Takasugi ferma con la forza Hyuga ed entrambi ricevono un cartellino giallo per la piccola lite a cui danno vita. Tsubasa vorrebbe segnare il quarto goal per la Nankatsu ma sia Sawada che Hyuga glielo impediscono. Kojiro sta per tirare, Tsubasa tenta di intercettare il tiro con il corpo ma è Ishizaki, dopo di lui, che difende la porta di testa. Nel calcio d'angolo successivo Wakashimazu aiuta la squadra e per poco non torna in tempo per parare un colpo sferrato da Tsubasa. Quest'ultimo rimane immobilizzato e, mentre sta per essere sostituito, subisce nel petto la potenza di un tiro della tigre e ricomincia a giocare. I due capitani colpiscono la palla contemporaneamente e mentre cadono a terra essa rimane sul posto. Il primo a rialzarsi è Tsubasa che prova tre tiri guidati, l'ultimo di questi come risposta alla parata al volo di Hyuga, ma vengono tutti bloccati. Finiscono i 60 minuti di gioco con le squadre in parità. Il dottore ordina a Tsubasa di non giocare i supplementari, ma lui e tutta la squadra si oppongono. |                   |                  |
| 51                                                                                   | Sfida all'ultimo respiro - La tigre e Tsubasa - Terza parte 「ミラクルドライブシュート！」 - Mirakuru Doraibu Shūto! | 25 marzo 2019     | 8 luglio 2021    |
| 51                                                                                   | All'inizio del primo tempo supplementare Tsubasa ha ancora energie da vendere e scarta tutti i difensori della Toho. Dopo essersi portato davanti alla porta avversaria, Tsubasa effettua un tiro che supera Hyuga e rimbalza orizzontalmente per eludere Wakashimazu e finire in porta. Dopo questa azione Tsubasa perde conoscenza e viene portato in infermeria. Il capitano della Nankatsu torna presto in campo e aiuta i suoi compagni a segnare, ma neppure un tiro angolato di Izawa entra in porta. Nel secondo tempo supplementare la Nankatsu chiede a Tsubasa di restare in campo nonostante non sia in forma, ma passa in difesa per parare i tiri della Toho. Hyuga è colpito dalla determinazione di Tsubasa e si chiede come mai non riesce a superarlo. |                   |                  |
| 52                                                                                   | Sogno senza fine 「エンドレス・ドリーム」 - Endoresu dorīmu | 1º aprile 2019    | 9 luglio 2021    |
| 52                                                                                   | Hyuga capisce che non potrà superare Tsubasa finché se lo impone come unico obiettivo, il suo rivale infatti riesce sempre a spiccare grazie alla pura e semplice passione per il calcio, così decide di tornare a giocare secondo il suo stile. Trovatosi davanti alla porta avversaria, Hyuga approfitta dell'aiuto di Sawada per alzarsi in volo ed eseguire un tiro della tigre in rovesciata. Il colpo entra in porta e alza il punteggio della Toho, che arriva a pareggiare con la Nankatsu di 4 punti. Manca solo un minuto alla fine della partita e non sono previsti tempi di recupero. Hyuga tira di nuovo ma Tsubasa fa deviare la palla che colpisce la traversa e si mette al suo inseguimento per tentare un ultimo tiro. Hyuga lo ostacola lasciando il pubblico a fiato sospeso fino al fischio finale, che conclude lo scontro in parità. Il premio viene assegnato a entrambe le squadre e i due capitani si scambiano le maglie in segno di rispetto dopo essersi congratulati a vicenda. Sugli schermi dello stadio vengono proiettati i nomi dei ventiquattro titolari della nazionale giovanile giapponese che sarà guidata da Misugi, e nella quale il signor Katagiri desidera invitare anche Misaki che ora gioca in Francia. Tsubasa può finalmente coronare il suo sogno di andare in Brasile, in cui Roberto reagisce con commozione alla notizia della vittoria del suo prediletto. Wakabayashi ha avuto la fortuna di incontrare altri calciatori fortissimi all'estero e Tsubasa desidera fare lo stesso per poi portare in vetta la nazionale giapponese. |                   |                  |

## Home video
La stagione è stata pubblicata in Giappone in quattro volumi, sia in formato DVD che in formato Blu-ray. È stata distribuita anche in Italia da Anime Factory con la stessa suddivisione e nei medesimi supporti.
| Volume | Episodi | Pubblicazione giapponese | Pubblicazione italiana |
| ------ | ------- | ------------------------ | ---------------------- |
| 1      | 1-14    | 10 ottobre 2018          | 27 agosto 2020         |
| 2      | 15-28   | 12 dicembre 2018         | 27 agosto 2020         |
| 3      | 29-40   | 10 aprile 2019           | 8 aprile 2021          |
| 4      | 41-52   | 12 giugno 2019           | 8 aprile 2021          |